# Kevin Mirallas
Kevin Antonio Joel Gislain Mirallas y Castillo (født 5. oktober 1987) er en belgisk-spansk fodboldspiller, der spiller som angriber for engelske Everton.

## Klubkarriere

### Lille OSC
Mirallas startede sin senior karriere hos Lille. Her spillede han i 4 år, hvor han opnåede 10 mål i 76 kampe.

### AS Saint-Ètienne
I 2008 købte Saint-Ètienne den unge Mirallas for €4,000,000. Han gjorde sig allerede bemærket i sin debut kamp imod Lyon, da han scorede et mål.
Han spillede i alt 53 kampe og scorede tre mål for klubben i sæsonerne 2008-2010.

### Olympiakos
I juni 2010 købte græske Olympiakos Mirallas. Der blev efter sigende betalt €2.5 millioner for Mirallas. 
Mirallas fik sin debut i en kvalifikations kamp i Europa League imod KS Besa Kavaje. Samme sæson vandt Olympiakos ligaen, og Mirallas blev klubbens topscorer med 14 mål. 
Olympiakos vandt også ligaen året efter, og her blev Mirallas liga topscoreren med 20 mål.

### Everton F.C.
I august 2012 blev det bekræftet, at Mirallas skiftede til Premier League-klubben Everton for £6 millioner. Han fik sin debut i en 3-1 sejr imod Aston Villa.